# الهزات (فلم)
الهزات (بالإنجليزية: Tremors) هو فيلم رعب كوميدي من إخراج رون أندروود وبطولة كيفين بيكن، فرد وارد، فين كارتر، مايكل غروس وريبا ماكنتاير، صدر الفيلم في 19 يناير 1990.

## روابط خارجية
- الهزات على موقع IMDb (الإنجليزية)
- الهزات على موقع ميتاكريتيك (الإنجليزية)
- الهزات على موقع روتن توميتوز (الإنجليزية)
- الهزات على موقع نتفليكس (الإنجليزية)
- الهزات على موقع قاعدة بيانات الأفلام العربية
- الهزات على موقع ألو سيني (الفرنسية)
- الهزات على موقع Turner Classic Movies (الإنجليزية)
- الهزات على موقع أول موفي (الإنجليزية)
- الهزات على موقع بوكس أوفيس موجو (الإنجليزية)
- الهزات على موقع فيلمافينيتي (الإسبانية)